# Doamna de Monsoreau
„Doamna de Monsoreau” (în franceză „La Dame de Monsoreau”) este un roman istoric scris de Alexandre Dumas tatăl și publicat la 1846.  Își datorează numele conților care dețineau celebrul castel Montsoreau.